# Johan Yoga
Johan Yoga Utama (sinh ngày 19 tháng 2 năm 1990 ở Semarang) là một cầu thủ bóng đá người Indonesia thi đấu ở vị trí tiền đạo cho Persis Solo ở Liga 2.

## Thống kê câu lạc bộ
Bản mẫu:Inc-results
| Câu lạc bộ               | Mùa giải | Super League | Super League | Premier Division | Premier Division | Piala Indonesia | Piala Indonesia | Tổng    | Tổng      |
| Câu lạc bộ               | Mùa giải | Số trận      | Bàn thắng    | Số trận          | Bàn thắng        | Số trận         | Bàn thắng       | Số trận | Bàn thắng |
| ------------------------ | -------- | ------------ | ------------ | ---------------- | ---------------- | --------------- | --------------- | ------- | --------- |
| Persiba Balikpapan       | 2009-10  | 15           | 2            | -                | -                | 1               | 0               | 16      | 2         |
| Persib Bandung           | 2010-11  | 0            | 0            | -                | -                | -               | -               | 0       | 0         |
| Persisam Putra Samarinda | 2011-12  | 7            | 2            | -                | -                | -               | -               | 7       | 2         |
| Persiba Balikpapan       | 2013     | 15           | 2            | -                | -                | -               | -               | 15      | 2         |
| Tổng                     | Tổng     | 37           | 6            | -                | -                | 1               | 0               | 38      | 6         |